# Metody (Zajcew)
Metody, imię świeckie Dmitrij Anatoljewicz Zajcew (ur. 25 października 1978 w Kazaniu) – rosyjski biskup prawosławny. 

## Życiorys
W 1993, po ukończeniu szkoły średniej, wstąpił do Monasteru Raifskiego. W 1997 złożył śluby mnisze w riasofor. 10 sierpnia tego samego roku w soborze Świętych Piotra i Pawła w Kazaniu został wyświęcony na diakona. Od 31 sierpnia 1997 żył w monasterze Zaśnięcia Matki Bożej w Swijaży. 19 marca 1998 złożył wieczyste śluby mnisze, przyjmując imię Metody na cześć św. Metodego. 2 maja 1999 został wyświęcony na hieromnicha, w sierpniu tego samego roku został dziekanem monasteru w Swijaży. Od grudnia 2003 żył w monasterze św. Jana Chrzciciela w Kazaniu, zaś od 2005 był wykładowcą historii Cerkwi w seminarium duchownym w Kazaniu i proboszczem cerkwi przy katedralnym soborze Zwiastowania w Kazaniu. W 2008 został przełożonym monasteru Wprowadzenia Matki Bożej do Świątyni w Kazaniu. W 2009 otrzymał godność igumena. W 2007 ukończył studia wyższe na Prawosławnym Uniwersytecie Humanistycznym św. Tichona w Moskwie. 
6 czerwca 2012 Święty Synod Rosyjskiego Kościoła Prawosławnego nominował go na biskupa almietjewskiego i bugulemskiego. W związku z tą decyzją 14 czerwca tego samego roku otrzymał godność archimandryty. Jego chirotonia biskupia miała miejsce w soborze Przemienienia Pańskiego w monasterze Wałaamskim 11 lipca 2012 z udziałem konsekratorów: patriarchy moskiewskiego i całej Rusi Cyryla, metropolity sarańskiego i mordowskiego Warsonofiusza, arcybiskupów kazańskiego i tatarstańskiego Anastazego, pietrozawodzkiego i karelskiego Manuela, siergijewsko-posadzkiego Teognosta, biskupów troickiego Pankracego i sołniecznogorskiego Sergiusza.